# Selección femenina de fútbol de las Islas Feroe
La selección femenina de fútbol de las Islas Feroe representa a las Islas Feroe en las competiciones internacionales de fútbol femenino. Jugó su primer partido internacional el 25 de junio de 1986 contra la selección femenina de fútbol de Islandia, partido que perdió Islas Feroe por seis goles a cero.
No ha participado aún en la Eurocopa Femenina.
Hasta el momento no ha logrado clasificarse para disputar la Copa Mundial Femenina de Fútbol, ni tampoco los juegos olímpicos.

## Estadísticas

### Copa Mundial Femenina de Fútbol
| Edición | Resultado      | Posición       | PJ             | PG             | PE             | PP             | GF             | GC             |
| ------- | -------------- | -------------- | -------------- | -------------- | -------------- | -------------- | -------------- | -------------- |
| 1991    | No participó   | No participó   | No participó   | No participó   | No participó   | No participó   | No participó   | No participó   |
| 1995    | No participó   | No participó   | No participó   | No participó   | No participó   | No participó   | No participó   | No participó   |
| 1999    | No participó   | No participó   | No participó   | No participó   | No participó   | No participó   | No participó   | No participó   |
| 2003    | No participó   | No participó   | No participó   | No participó   | No participó   | No participó   | No participó   | No participó   |
| 2007    | No participó   | No participó   | No participó   | No participó   | No participó   | No participó   | No participó   | No participó   |
| 2011    | No participó   | No participó   | No participó   | No participó   | No participó   | No participó   | No participó   | No participó   |
| 2015    | No participó   | No participó   | No participó   | No participó   | No participó   | No participó   | No participó   | No participó   |
| 2019    | No clasificó   | No clasificó   | No clasificó   | No clasificó   | No clasificó   | No clasificó   | No clasificó   | No clasificó   |
| 2023    | No clasificó   | No clasificó   | No clasificó   | No clasificó   | No clasificó   | No clasificó   | No clasificó   | No clasificó   |
| 2027    | Por disputarse | Por disputarse | Por disputarse | Por disputarse | Por disputarse | Por disputarse | Por disputarse | Por disputarse |
| Total   | 0/9            | -              | -              | -              | -              | -              | -              | -              |

### Eurocopa Femenina
| Edición | Resultado               | Posición                | PJ                      | PG                      | PE                      | PP                      | GF                      | GC                      |
| ------- | ----------------------- | ----------------------- | ----------------------- | ----------------------- | ----------------------- | ----------------------- | ----------------------- | ----------------------- |
| 1984    | No existía la selección | No existía la selección | No existía la selección | No existía la selección | No existía la selección | No existía la selección | No existía la selección | No existía la selección |
| 1987    | No participó            | No participó            | No participó            | No participó            | No participó            | No participó            | No participó            | No participó            |
| 1989    | No participó            | No participó            | No participó            | No participó            | No participó            | No participó            | No participó            | No participó            |
| 1991    | No participó            | No participó            | No participó            | No participó            | No participó            | No participó            | No participó            | No participó            |
| 1993    | No participó            | No participó            | No participó            | No participó            | No participó            | No participó            | No participó            | No participó            |
| 1995    | No participó            | No participó            | No participó            | No participó            | No participó            | No participó            | No participó            | No participó            |
| 1997    | No clasificó            | No clasificó            | No clasificó            | No clasificó            | No clasificó            | No clasificó            | No clasificó            | No clasificó            |
| 2001    | No participó            | No participó            | No participó            | No participó            | No participó            | No participó            | No participó            | No participó            |
| 2005    | No participó            | No participó            | No participó            | No participó            | No participó            | No participó            | No participó            | No participó            |
| 2009    | No clasificó            | No clasificó            | No clasificó            | No clasificó            | No clasificó            | No clasificó            | No clasificó            | No clasificó            |
| 2013    | No clasificó            | No clasificó            | No clasificó            | No clasificó            | No clasificó            | No clasificó            | No clasificó            | No clasificó            |
| 2017    | No clasificó            | No clasificó            | No clasificó            | No clasificó            | No clasificó            | No clasificó            | No clasificó            | No clasificó            |
| 2022    | No clasificó            | No clasificó            | No clasificó            | No clasificó            | No clasificó            | No clasificó            | No clasificó            | No clasificó            |
| 2025    | No clasificó            | No clasificó            | No clasificó            | No clasificó            | No clasificó            | No clasificó            | No clasificó            | No clasificó            |
| Total   | 0/14                    | -                       | -                       | -                       | -                       | -                       | -                       | -                       |

### Liga de Naciones Femenina de la UEFA
| Edición | L     | G     | Resultado    | PJ | PG | PE | PP | GF | GC |
| ------- | ----- | ----- | ------------ | -- | -- | -- | -- | -- | -- |
| 2023-24 | C     | 3     | Cuarto lugar | 6  | 0  | 0  | 6  | 1  | 15 |
| Total   | Total | Total | 1/1          | 6  | 0  | 0  | 6  | 1  | 15 |

## Últimos y próximos encuentros
Actualizado al último partido jugado el 16 de julio de 2024
| Fecha      | Ciudad           | Local       | Resultado | Visitante   | Competición                  |
| ---------- | ---------------- | ----------- | --------- | ----------- | ---------------------------- |
| 22-02-2024 | Paola            | Malta       | 2:0       | Islas Feroe | Partido amistoso             |
| 25-02-2024 | Paola            | Albania     | 3:0       | Islas Feroe | Partido amistoso             |
| 05-04-2024 | Heraclión        | Grecia      | 1:0       | Islas Feroe | Clas. Eurocopa Femenina 2025 |
| 09-04-2024 | Podgorica        | Montenegro  | 5:1       | Islas Feroe | Clas. Eurocopa Femenina 2025 |
| 31-05-2024 | Tórshavn         | Islas Feroe | 4:0       | Andorra     | Clas. Eurocopa Femenina 2025 |
| 04-06-2024 | Tórshavn         | Islas Feroe | 0:2       | Grecia      | Clas. Eurocopa Femenina 2025 |
| 12-07-2024 | Tórshavn         | Islas Feroe | 2:1       | Montenegro  | Clas. Eurocopa Femenina 2025 |
| 16-07-2024 | Andorra la Vieja | Andorra     | 0:4       | Islas Feroe | Clas. Eurocopa Femenina 2025 |